# Kozia Góra (powiat białogardzki)

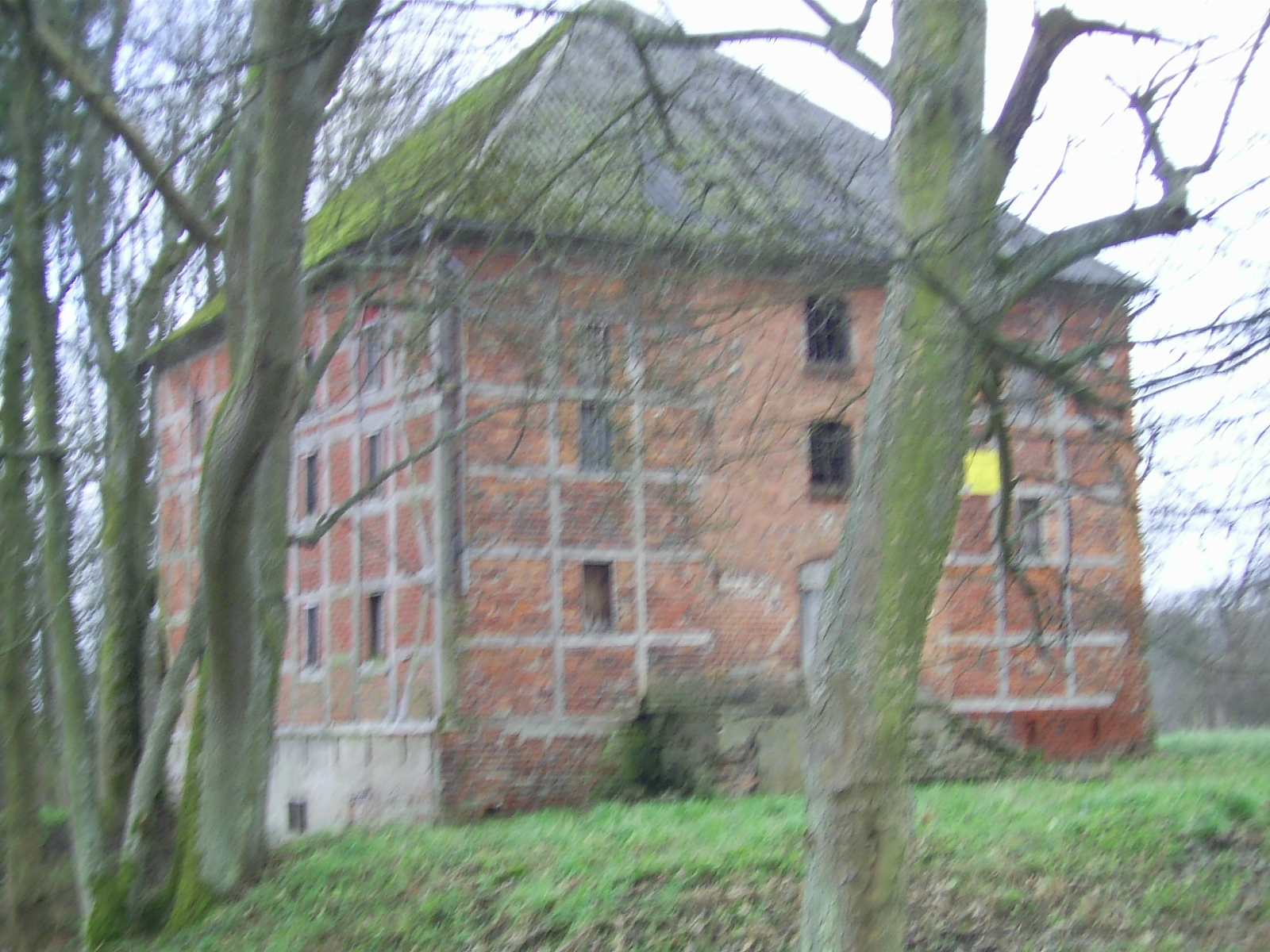
Spichlerz

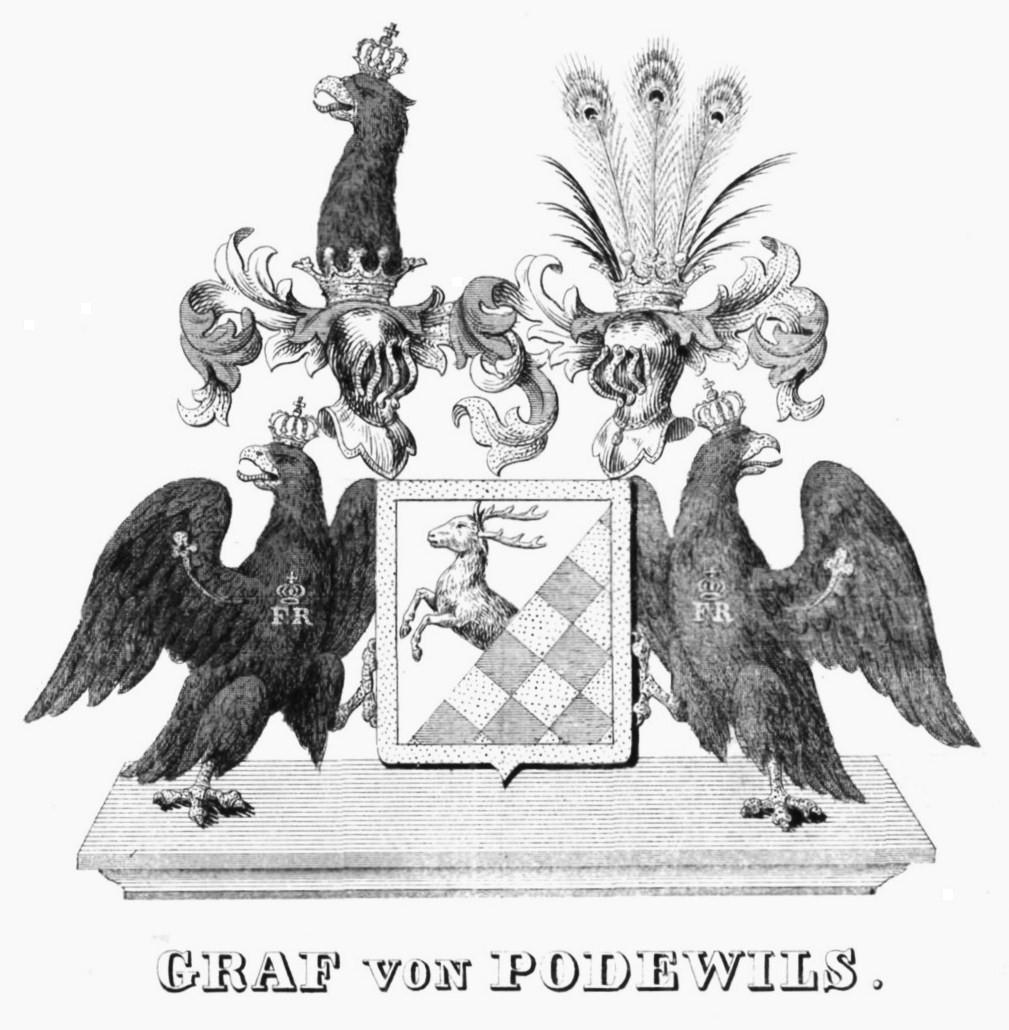
Herb właścicieli - rodziny von Podewils

Kozia Góra (niem. Koseeger) – osada w Polsce położona w województwie zachodniopomorskim, w powiecie białogardzkim, w gminie Karlino. W latach 1975–1998 osada należała do województwa koszalińskiego. W roku 2007 osada liczyła 187 mieszkańców. Miejscowość wchodzi w skład sołectwa Malonowo, jest największą osadą w gminie.

## Geografia
Osada leży ok. 1,5 km na wschód od Malonowa, przy drodze krajowej nr 6, między Karlinem a Malonowem, nad rzeką Młynówką.

## Historia
Wieś folwarczna, wszystkie budynki mieszkalne i gospodarcze należały do folwarku, którego fundatorem byli dawni właściciele majątku. Zabudowania dworskie znajdują się pomiędzy szosą a parkiem dworskim. Pozostałe zabudowania (służebne w stosunku do majątku) zbudowano przed rzeką Młynówką. Od XIV do 1. poł. XX wieku osada była w posiadaniu rodu von Podewils, który był ściśle związany z dworem książęcym w Szczecinie. M.in. Adam Podewils jeździł z poselstwem do króla Kazimierza Jagiellończyka proszącym o rękę Anny Jagiellonki dla Bogusława X, natomiast Piotr Podewils towarzyszył księciu w wyprawie do Ziemi Świętej. W 1818 roku majątki Kozia Góra i Malonowo zostały połączone; dobra objął Heinrich F. Podewils i w majątku zbudował dwór, budynki gospodarcze, założył park i ogród dworski. Przed II wojną światową właścicielką Koziej Góry była hrabina Jadwiga Ponińska z domu Podewils. Po wojnie stacjonowały w miejscowości wojska radzieckie. Od 1947 r. majątek i pałac przejęły PGR.

## Zabytki
Do wojewódzkiego rejestru zabytków wpisane są:
- zespół pałacowy i folwarczny, z początku XIX wieku, w skład którego wchodzą:
  - Pałac w Koziej Górze w ruinie, z XVII wieku, przebudowany w 1818 roku, 1850 roku i w XX wieku; budynek trzykondygnacyjny, o pow. użytkowej 1 400 m2. Zbudowany został w stylu barokowym, a przebudowany w końcu XIX i na początku XX wieku w stylu neogotyckim. Pałac murowany, z gotyckimi ozdobnymi krużgankami, wieżami i balkonami[5]. Najciekawsza jest elewacja wschodnia z rzeźbami rycerzy oraz herbem właścicieli rodziny von Podewils w attyce
  - park dworski z aleją dojazdową, z XVIII wieku, o pow. ok. 4 ha w stylu krajobrazowo-romantycznym, na terenie przyległym do dworu. W parku posadzono drzewa egzotyczne, a główną płaszczyznę widokową stanowi polana obniżająca się ku rzece
    - ruiny mauzoleum - murowanej kaplicy grobowej w parku, z początku XIX wieku (ok. 1810)[6]

  - spichlerz, szachulcowy, zbudowany w połowie XVI wieku, przebudowywany, zniszczony, odbudowany i zmodernizowany pod nadzorem wojsk napoleońskich. Współcześnie spichlerz wyremontowano w latach 70. XX wieku. Zlikwidowano konstrukcję ryglową ściany południowej. Wymieniono stolarkę okienną i drzwiową
  - obora, szachulcowa
  - budynek gospodarczy z oficyną
  - dwa budynki gospodarcze
  - gorzelnia

inne zabytki:
- stodoła, neogotycka, murowana z końca XIX wieku.
- murowane czworaki z 1906 r., służą celom mieszkalnym
- cmentarz, nieczynny.

## Przyroda
Na nieczynnym cmentarzu rosną pomniki przyrody: lipa drobnolistna o obw. 310 cm i wys. 32 m, trzy buki zwyczajne o obw. 195, 265, 285 cm i wys. 30 m.

## Kultura i sport
W osadzie jest boisko sportowe.

## Komunikacja
W Koziej Górze znajduje się przystanek komunikacji autobusowej.